# José Augusto de Almeida
José Augusto Pinto de Almeida (Barreiro, 13 aprile 1937) è un allenatore di calcio ed ex calciatore portoghese.
È stato giocatore dello storico "Dream Team" del Benfica nonché del Portogallo negli anni sessanta.

## Carriera

### Giocatore
Ha debuttato nel campionato portoghese con la squadra locale del Barreirense, tra il 1954 e il 1959. Nel 1958 ha esordito con la nazionale maggiore, nella partita del 7 maggio persa con l'Inghilterra 2-1. L'anno dopo si è trasferito nel Benfica, con cui ha giocato per 10 anni fino alla stagione 1968/69, a 32 anni.
Durante la sua militanza nel Benfica, è stato una delle colonne della squadra bi-campione d'Europa nel 1961 e nel 1962, insieme a Eusébio, Mário Coluna, Costa Pereira e António Simões.
Ha vestito la maglia della nazionale portoghese 45 volte, segnando 9 goal. Ha fatto parte dei Magriços, ovvero la squadra che nel 1966 giunse terza nei mondiali inglesi. La sua ultima apparizione risale all'11 dicembre 1968, nella sconfitta ad Atene contro la Grecia, valida per le qualificazioni al mondiale del 1970. Nella stessa stagione ha deciso di lasciare la carriera da giocatore per diventare allenatore.

### Allenatore
Come allenatore, ha guidato la nazionale portoghese tra il 1972 e il 1973, portandola al secondo posto della Coppa d'Indipendenza del Brasile, dove, con una squadra composta oltre che dai veterani Eusébio e Jaime Graça, anche dai giovani Humberto Coelho e Jordão. Il Portogallo si arrese solo in finale contro il Brasile (1-0, goal di Jairzinho all'89º minuto), dopo aver battuto Ecuador (3-1), Iran (3-0), Cile (4-1), Repubblica d'Irlanda (2-1), Argentina (3-1), URSS (1-0) e pareggiato con l'Uruguay (1-1). Nonostante questo risultato, il Portogallo fallì la qualificazione ai mondiali del 1974, e José Augusto lasciò l'incarico. In seguito continuerà la sua carriera da allenatore con risultati minori.
È stato allenatore della nazionale femminile portoghese, dal 2004 al 2007.

## Statistiche
| Stagione           | Squadra            | Campionato         | Campionato | Campionato |
| Stagione           | Squadra            | Comp               | Pres       | Reti       |
| ------------------ | ------------------ | ------------------ | ---------- | ---------- |
| 1955-1956          | FC Barreirense     | PL                 | 21         | 9          |
| 1956-1957          | FC Barreirense     | PL                 | 25         | 13         |
| 1957-1958          | FC Barreirense     | PL                 | 26         | 12         |
| 1958-1959          | FC Barreirense     | PL                 | 26         | 11         |
| Totale Barreirense | Totale Barreirense | Totale Barreirense | 98         | 45         |
| 1959-1960          | Benfica            | PL                 | 26         | 19         |
| 1960-1961          | Benfica            | PL                 | 26         | 24         |
| 1961-1962          | Benfica            | PL                 | 23         | 13         |
| 1962-1963          | Benfica            | PL                 | 24         | 9          |
| 1963-1964          | Benfica            | PL                 | 25         | 10         |
| 1964-1965          | Benfica            | PL                 | 23         | 10         |
| 1965-1966          | Benfica            | PL                 | 24         | 10         |
| 1966-1967          | Benfica            | PL                 | 23         | 9          |
| 1967-1968          | Benfica            | PL                 | 25         | 4          |
| 1968-1969          | Benfica            | PL                 | 23         | 5          |
| 1969-1970          | Benfica            | PL                 | 5          | 0          |
| Totale Benfica     | Totale Benfica     | Totale Benfica     | 247        | 113        |
| Totale carriera    | Totale carriera    | Totale carriera    | 345        | 158        |

## Palmarès

### Club

#### Competizioni nazionali
- Campionato portoghese: 8

Benfica: 1960-1961, 1962-1963, 1963-1964, 1964-1965, 1966-1967, 1967-1968, 1968-1969
- Coppa di Portogallo: 3

Benfica: 1961-1962, 1963-1964, 1968-1969

#### Competizioni internazionali
- Coppa dei Campioni: 2

Benfica: 1960-1961, 1961-1962